# 京都アニメーション
株式会社京都アニメーション（きょうとアニメーション、英: Kyoto Animation Co., Ltd.）は、日本のアニメ制作会社。日本動画協会準会員。略称及び通称は京アニ（きょうアニ）。
主にテレビや劇場用アニメーション作品の企画・制作（元請け）、他社作品の制作協力を行っている他、出版事業やマーチャンダイジング事業なども行っており、アニメーションを軸としたコンテンツ事業を展開している。会社商標ロゴは「京」の文字をモチーフにしてデザインしたもの。

## 概要
京都府の宇治市周辺に本社と複数のスタジオを設置しており、テレビアニメーションの制作や劇場版アニメーションの制作を主力事業としている。2016年には、テレビアニメを経由しない単体となる長編アニメーション映画の制作にも初参入した。また、自社関連グッズを販売する実地店舗（京アニショップ!）を宇治市内に持つほか、オンライン上での通信販売も行っている。その他の事業に、自社文庫レーベル『KAエスマ文庫』での出版事業や、京都アニメーションプロ養成塾でのスクール事業運営も行っている。2013年からは2年おきに自社イベントを京都市内で開催していた。
一部のポストプロダクション工程は社外で行う必要があるため、京都の本社とは別にオフィスを東京都港区に置く。また、演出など一部のメインスタッフは京都と東京を往復することも多いとされる。そのほか、福利厚生として社宅を完備。社員の出身地は、北は北海道から南は九州まで多岐にわたる。
作画の品質の高さは「京アニクオリティー」と称され、国内外で人気を得ていた。2005年発表のアニメ版『AIR』からは最高峰の制作技術で業界の先駆けとなる企画を展開し、ネット時代の日本のアニメ文化の方向性を決定付けたとされている。2006年に放送された『涼宮ハルヒの憂鬱』、2009年に放送された『けいおん!』では社会現象と呼ばれるほどのブームを引き起こし、その名がアニメファンのみならず一般にも知られるようになった。
2019年に発生した放火殺人事件により、第一スタジオが全焼して36名の死者が出るなど、事業・社員共に甚大な被害を被った。以降は再建に向けて取り組んでいる（#第1スタジオにおける放火事件）。
関西地区を本拠地とするアニメ製作会社であるが、2013年までは在阪テレビ局制作の作品の元請け製作を手がけたことがなかった。現在、在阪局の中では朝日放送グループ（朝日放送テレビ・ABCアニメーション）との関係が深く、京都アニメーション主催のイベントに後援企業として名を連ねることが多い。

## 歴史

### 創業
創業者の八田陽子（旧姓：杉山）は東京都出身で、高校卒業後にアニメーターである実兄の杉山卓の紹介により手塚治虫に師事し、旧虫プロダクションで仕上げ経験を積んだ。
その後、転職して京都府に移住し、福井県の農家出身で経理担当の鉄道員である八田英明と知り合い、1975年に結婚。宇治市に移り住み、3人の子供を育てる傍ら、そこで近所の主婦に請われてアニメ製作の塾を開講した。その後、東京にいる実兄やシンエイ動画の社長である楠部大吉郎などの人脈を駆使して仕事を探し、1981年に前述の主婦らと共にシンエイ動画、タツノコプロ及びサンライズの仕上げの仕事を始めたことが事業の始まりである。
当初は「京都アニメスタジオ」と名乗っていたが、のちに「京都アニメーション」に改称して英明を社長に据え、1985年に有限会社として法人化される。元は仕上げの工程を行う仕上専門会社であったが、1986年に作画部門を設立し、他社の動画の下請けを始めている。1987年のタツノコプロ制作のテレビアニメ『赤い光弾ジリオン』では実質的な制作を行ったとされ、同作品のプロデューサー石川光久がアイジータツノコ（後のProduction I.G）を設立する際には出資を行った。
なお、京都アニメーションもアイジーも、設立当初は杉山卓及び陽子の実姉が、大手製薬会社で経理を担当した経験を活かして支援していた。また、当時アニメアールに所属していた逢坂浩司を招いて、社員の指導を依頼する事もあった。

### 体制確立後
1991年、既に東京で著名なアニメーターだった木上益治が入社し、後進の育成も含めて大きな原動力となった。やがて1990年代半ばから、演出・作画・仕上げ・背景・撮影などを自前で行う体制を整え、テレビアニメのグロス請けを行うようになった。スタジオを4か所構えた時期もあったほか、ゲームソフトのパッケージデザインや、そのソフトに関連したコミック版も請け負っていた。一方で、他社同様に雇用条件は厳しく、社員の入れ替わりが激しかった。
1992年にはシンエイ動画からの受注で内田春菊原作のテレビアニメ『呪いのワンピース』を、演出から仕上げまで初めて社内スタッフだけで制作した。このころにはすでに質の高い仕事で評判になっていた。その後、長らく主要取引会社であるシンエイ動画・サンライズ・ぴえろ・タツノコプロ・GONZOなどの制作作品のグロス請け等の下請けを行った。また、『紅の豚』や『魔女の宅急便』などのスタジオジブリ作品の制作にも参加した。アニメ監督の杉井ギサブローによると、その評判から仕事の依頼が絶えず、発注元の制作会社では京都アニメーションに仕事を依頼するためにスケジュール調整を行うことがあったという。
1999年、株式会社に組織変更。このころから、デジタルペイント・デジタルコンポジット制作体制へと移行する。

### 元請制作参入後
2002年、グロス請けを担当していたテレビアニメ『The Soul Taker 〜魂狩〜』のスピンオフ作品であるOVAシリーズ『ナースウィッチ小麦ちゃんマジカルて』にてタツノコプロと共同元請制作ながら一般作品の元請制作に参入（1・2話のみ）。
2003年、初の元請制作のテレビアニメ『フルメタル・パニック? ふもっふ』をいくつかの話数でタツノコプロの制作協力を得ながら制作し、アニメファンの注目を集めた。2005年には全話グロス請けに出さずに制作した『AIR』を手がけ、他を圧倒するほどの作り込みと巧みな演出が話題を呼び、京都アニメーションの名はアニメファンの間でブランド化した。以後、グロス請けは動画仕上げにとどめ、1話毎のグロス請けを請けず自社元請制作に専念するようになり、『AIR』以降、ゲームブランドKeyが製作した恋愛アドベンチャーゲームをテレビアニメ化し、『Kanon』、『CLANNAD』、『CLANNAD 〜AFTER STORY〜』と毎年1作ずつ制作した。
2006年、初めて地上波UHFアニメとして制作した『涼宮ハルヒの憂鬱』は、「時系列シャッフル」と呼ばれる手法などで同年上半期最大の話題作となった。
2009年、自社オリジナル企画OVA『MUNTO』に新作カットを加えたディレクターズカット版として『空を見上げる少女の瞳に映る世界』を制作し、UHFアニメとして放送。同時期に劇場版企画『天上人とアクト人 最後の戦い』で劇場アニメに初進出した。
同年、軽音楽をテーマとした同年4月の『けいおん!』では、キャラクター名義のCDとして初のオリコンチャート1位獲得や、登場人物の使用する楽器が急激に売り上げを伸ばすなどの結果、日経MJ2009年ヒット商品番付の西前頭に選出されるなど、その経済的影響力にも大きな注目が集まり、マスメディアから社会現象と呼ばれるまでに至った。本作は2010年に第15回アニメーション神戸において作品賞・テレビ部門を受賞。2011年に公開された劇場作は興行収入19億を記録し、2012年に第17回アニメーション神戸において作品賞・劇場部門を受賞した。

### 文庫レーベル展開後
上述の人気作を制作したにもかかわらず、その利益はほとんど還元されなかった。そこで、二次利用による収入を得られる自社企画を推し進めるため、2009年10月2日から第1回京都アニメーション大賞を開催し、2011年にはKAエスマ文庫レーベルを立ち上げ、奨励賞のうち『中二病でも恋がしたい！』（著：虎虎、イラスト：逢坂望美）と京アニBON!での連載作品『夕焼け灯台の秘密』（著：志茂文彦、イラスト：門脇未来）を文庫本化した。
2012年からは上記の京都アニメーション大賞の受賞作品を中心としたKAエスマ文庫原作・原案作品の制作が多くなり、他社の原作付きの作品は『氷菓』を最後にしばらく制作が行われなかったが、2014年に以前アニメ化している「フルメタル・パニック」シリーズでつながりのある賀東招二著・富士見書房発行のライトノベル『甘城ブリリアントパーク』のテレビアニメ制作が発表され、2014年10月から12月まで放映された。
2014年10月、第19回アニメーション神戸賞において特別賞を受賞した。
2016年9月、『映画 聲の形』が公開。本作は京都アニメーションとしては初となる、テレビシリーズを挟まない映画となった。2019年3月期には、24億円の売上高を計上していた。

### 第1スタジオにおける放火事件

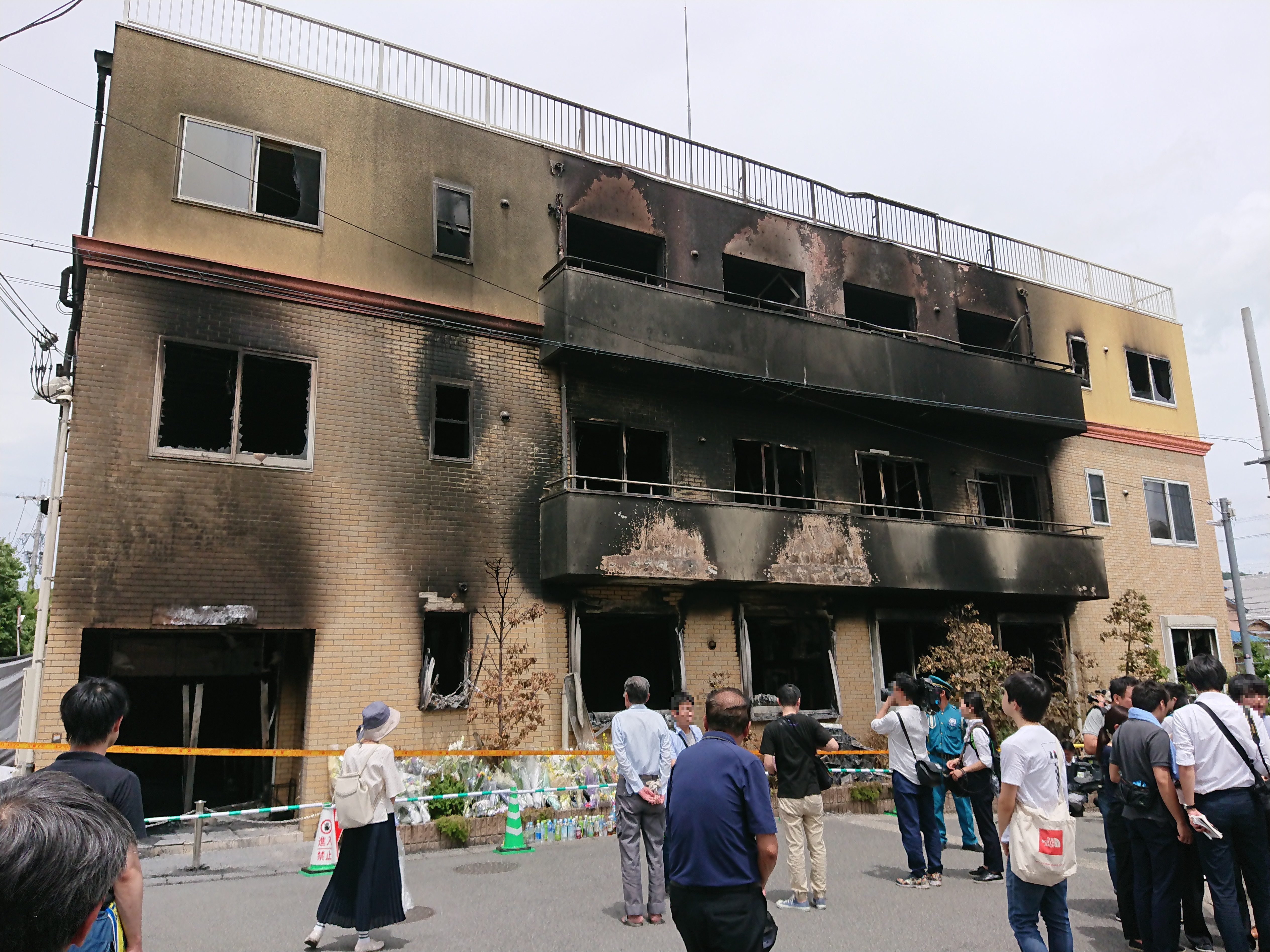
放火事件により全焼した第1スタジオ（2019年7月21日撮影）

2019年7月18日、第1スタジオ（後節参照）で放火による火災が発生し、建物が全焼。国内の放火事件では平成以降最悪となる36名の死者（内3名は病院へ搬送後に死亡）を出し、33名が負傷、1名は無傷だった。同年度の第35期（2020年3月末）の決算において、2134万1000円の純損失を計上した。
原画等の紙書類は殆どが焼失したが、サーバルームは火元から遠くコンクリートで囲われていたことから被害を免れ、画像データは全て回収された。また、同年7月20日から8月31日まで徳島市の書店・小山助学館本店で京アニ原画展「私たちは、いま!!特別展」が企画されており、事前に貸し出されていた原画70点は被害を免れている。
事件発生前日に完成していた『ヴァイオレット・エヴァーガーデン 外伝 -永遠と自動手記人形-』は予定通り公開されたが、続く『劇場版 ヴァイオレット・エヴァーガーデン』は公開延期、『劇場版 Free!-the Final Stroke-』は制作時期の白紙化が発表された。その後、『劇場版 ヴァイオレット・エヴァーガーデン』は新型コロナウイルス感染症の流行拡大を経て2020年9月に、制作が再開された『劇場版 Free!-the Final Stroke-』は2021年にそれぞれ劇場公開された。
この事件で犠牲となった武本康弘監督初のオリジナルアニメーション作品として『FIRE FIGHTERS!（仮題）』の制作が進められていたが、事件の影響で制作が中止になった。

### 事件後
2021年の『小林さんちのメイドラゴンS』より、事件後初めてテレビアニメの制作を再開。また、主力作家であった山田尚子は事件後サイエンスSARUに制作の軸足を移している。
2023年7月1日付で日本動画協会に準会員として入会。
2023年12月，新しいレーベル「Kyoani Muse Labo」が発表。
2024年7月、制作力を取り戻すため、第1スタジオ跡地にアニメ制作に使う社屋を再建する予定だと報道された。

## 作風

### 原作に忠実なアニメ化
元請制作作品は『空を見上げる少女の瞳に映る世界』『たまこまーけっと』を除き、アドベンチャーゲーム（Key作品）・ライトノベル・コミックなどを原作としているが、これらの作品はいずれも基本は原作に忠実であり、その上でサプライズ的な要素を付加させるといったストーリー展開を貫いていた（ただし『フルメタル・パニック! The Second Raid』では女性キャラが少なすぎるため、原作の一部男性キャラクターを女性キャラクターに変更した）。
『AIR』『Kanon』『CLANNAD』は東映アニメーションもアニメ版を制作しているが、東映が独自の解釈でオリジナル要素が強いのに対し、京都アニメーションでは原作に忠実な点が評価される一因となっている。また、こうした制作会社の姿勢が、作品の前評判や人気にも繋がっているという分析もある。ストーリー以外でも、原作のCGやイラストと近い作画を制作し、Key作品においては原作に使用されている主題歌・BGMを多用していた。

### オリジナル色のある作品
原作に忠実な作品が多い一方で、近年はオリジナル色を打ち出したアニメが増えてきている。『けいおん!』ではオリジナルのキャラクターやストーリーで世界観を膨らませている。『中二病でも恋がしたい！』では、主人公がクラス委員に入っていたり、オリジナルキャラが登場しているなど、KAエスマ文庫を原作とした作品はかなりアレンジしたものとなっている。
『甘城ブリリアントパーク』ではオリジナルキャラが登場するだけに留まらず、ストーリーも原作とは異なる展開になっている。「響け！ユーフォニアム」第3期では、終盤の展開が原作から大幅に改変されたほか、ストーリーも原作とは異なる展開になっている。

## 制作環境

### 制作体制
設立当時は近場に外注を出せる制作会社が少ない環境もあり、多くの工程を自社内で完結させる環境が求められた。そのため、演出、作画、仕上げ、美術、撮影、デジタルエフェクトまでのプロダクション作業を社内で行なえる体制を構築している。そのため、編集・音響を除く映像制作の工程を社内で行え、外注による分業体制を取るプロダクションに対してスタッフのコミュニケーションが密に取れることが特徴となっている。
作画・仕上げ・美術の工程を国内の複数社に委託することは少なく、工程の一部が子会社のアニメーションDo（2020年11月に吸収合併・解散）によってまかなわれているほか、アニメーションDoが共同元請として京都アニメーションの作品を制作することもあった。また、多くの作品で韓国のアニメスタジオ「Studio Blue（旧：Ani Village）」に作画・仕上げ・美術などの工程を委託している。そのほか、動画・仕上げは関西に拠点を置いているスタジオ（スタジオ・ワンパック（現在は解散）やアニタス神戸など）や、東京のスタジオ神龍、中国の火鳥動画制作集団などに、背景美術は『涼宮ハルヒの憂鬱』『らき☆すた』で美術監督を務めた田村せいきが所属するアニメ工房婆娑羅のほか、東京のヘッドワークスやアンサー・スタジオなど複数のスタジオに発注することがある。しかし、アニメーションDoとStudio Blueを除く企業に業務委託をする頻度は少ない。一方で、1話数単位での他社へのグロス出しは『フルメタル・パニック? ふもっふ』を除けば、アニメーションDo以外へは行われていない。

### スタッフ
- ゲーム作品（ここではKey作品）のアニメ化にあたっては、強制ではないがアニメを制作するスタッフ全員で原作ゲームをプレイしている[40]。
- 設定制作、制作進行をそれぞれ「設定マネージャー」「制作マネージャー」と呼称する。
- 音響監督には必ず鶴岡陽太が起用されている。

### 社屋
本社屋にスキャン・動画検査などを行うデジタル映像開発室を備える。デジタルペイント・作画などの作業は別棟スタジオにて行われる。
2005年、宇治市内に新社屋完成。2008年2月、京都市伏見区桃山町（宇治市六地蔵との境界付近）に建設していた新スタジオ（第1スタジオ）が完成した。第1スタジオは本社と、本社の徒歩圏内にあるスタジオ（第2スタジオ）まで一駅で行ける距離にあり、2008年度以降はこの3スタジオでアニメーション制作を行っていた。2019年、上述の事件により第1スタジオが焼失したが、跡地に社屋再建が予定されている。

### 自社店舗
第5スタジオ内に「京アニショップ!」と言う名の店舗を構え、自社関連グッズ類を販売していた。上述の事件以降は休業し、2020年6月5日には事務所として転用すると発表された。店舗ウェブサイトはその後も通信販売を行っている。

## 本社・スタジオ

### 京都

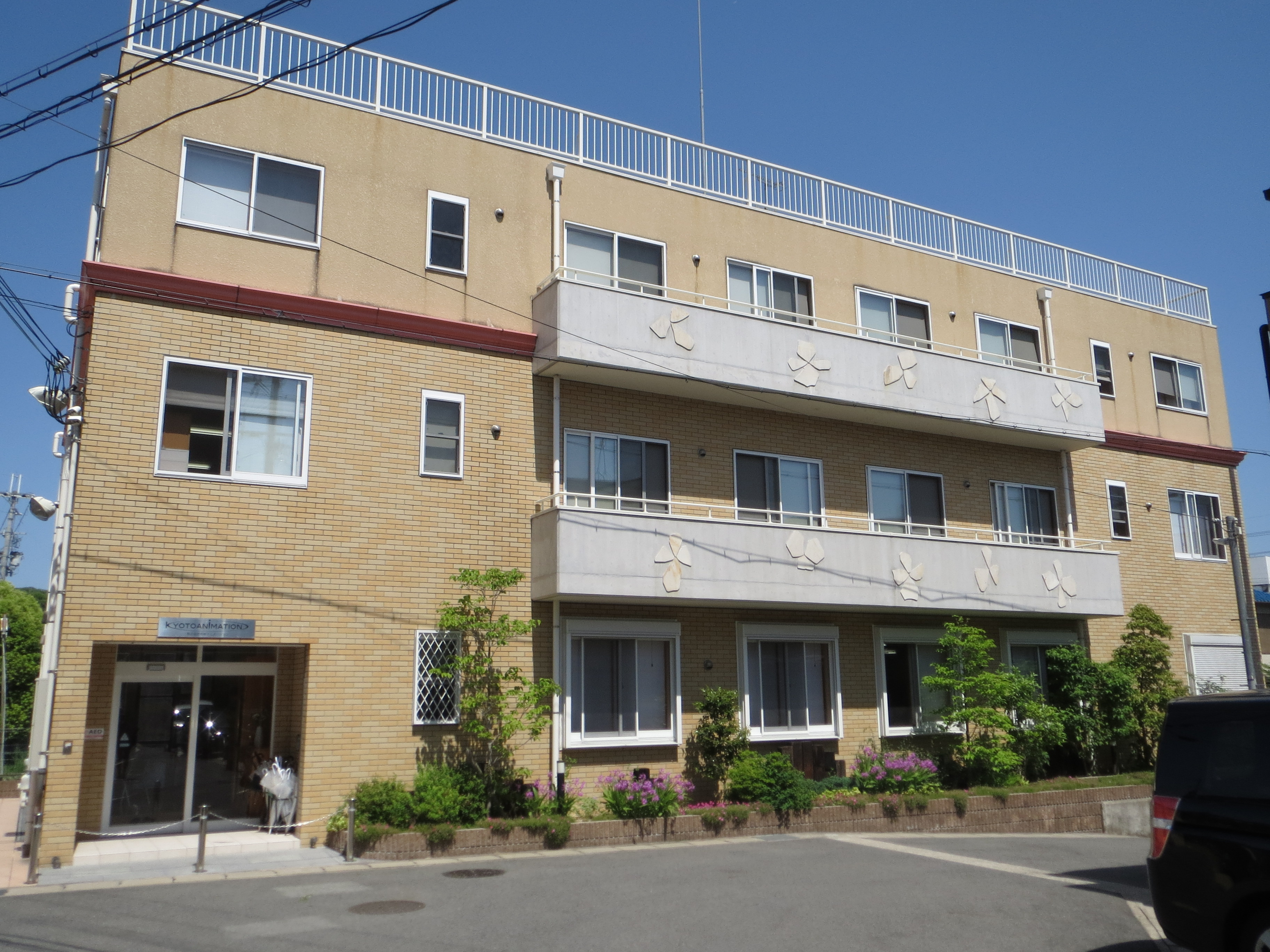
第1スタジオ（火災発生前）

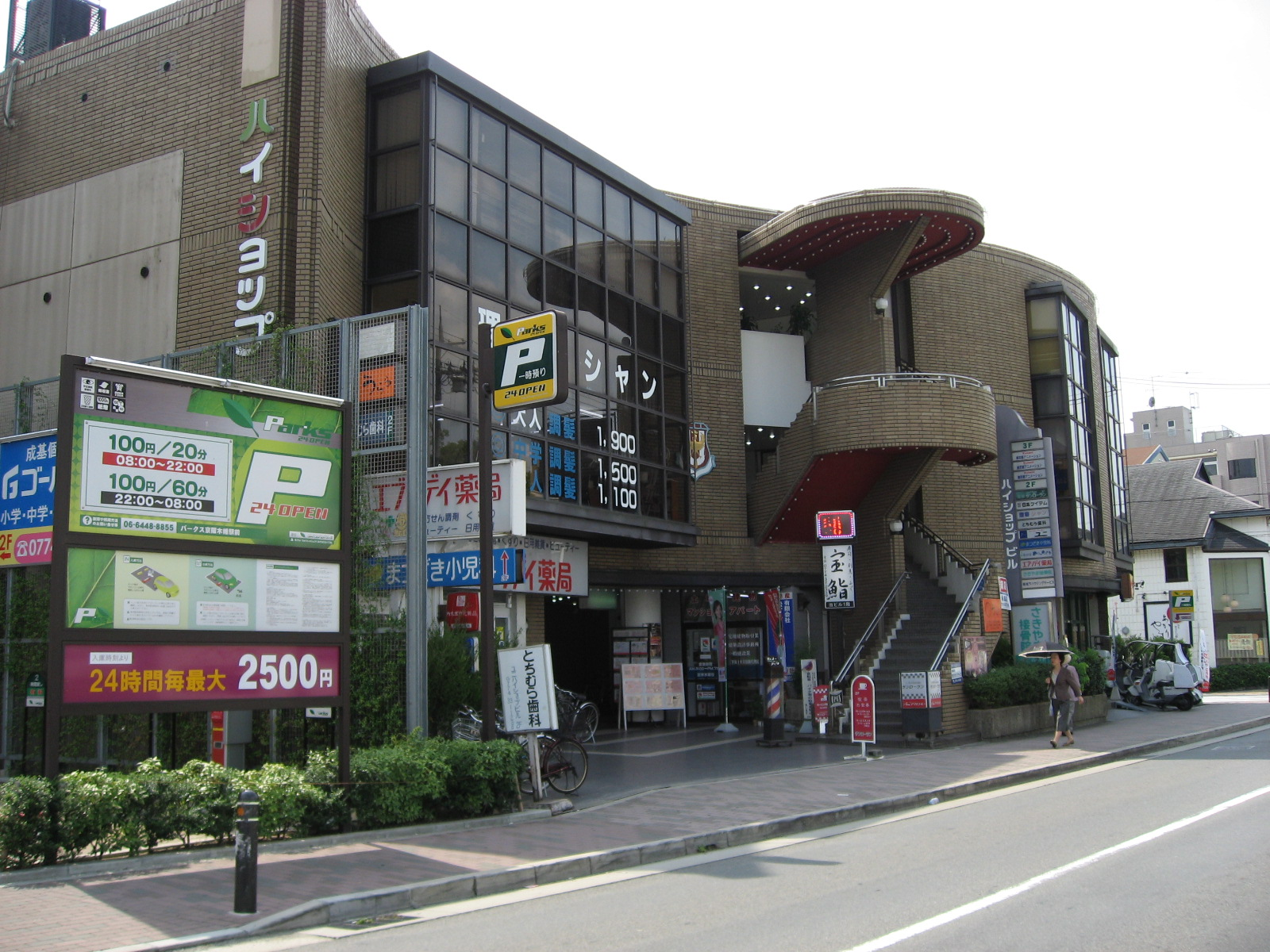
第2スタジオ（3階部分）

並走するJR奈良線と京阪宇治線の駅である木幡駅・六地蔵駅周辺に点在している。
- 本社（京都府宇治市木幡大瀬戸32）
  - JR奈良線木幡駅前に所在。自社ビル。
- 第1スタジオ（京都府京都市伏見区桃山町因幡15-1）
  - 最寄り駅は京阪宇治線六地蔵駅。自社ビル。木幡駅からは一駅の距離にあたる。
  - 住所としては京都市であるものの、宇治市との市境は目前にある。
  - 1階は主に制作進行、2階は主に若手の原画・動画・背景画・キャラクター担当、3階は経験豊富なアニメーターや監督が所在していた[42]。
  - 2019年7月18日に放火による火災により全焼した。
  - 同年10月に八田英明社長が第1スタジオの解体撤去を表明、11月25日から解体に向けた準備が始まり、2020年1月7日着工、4月28日に完了した[43][44]。
  - 2024年7月、跡地に社屋を再建する予定だと報道された[35]。

- 第2スタジオ（京都府宇治市木幡内畑34-11 ハイショップビル3階）
  - 最寄り駅は京阪宇治線木幡駅。ビルの3階部分に入居。同2階に、旧京アニ&Doショップが入っていた。
- 商品開発部（宇治市木幡西中）
  - 第2スタジオ付近に所在[45]。
- 第5スタジオ・京アニ&Doショップ！（京都府宇治市木幡東中13）
  - 2017年に本社近くに自社ビルとして新設。看板に『第5スタジオ』と記載されているほか、1階部分には自社店舗である「京アニ&Doショップ」が入居していた。前述の通り、2020年以降は事務所となっている。

### 大阪

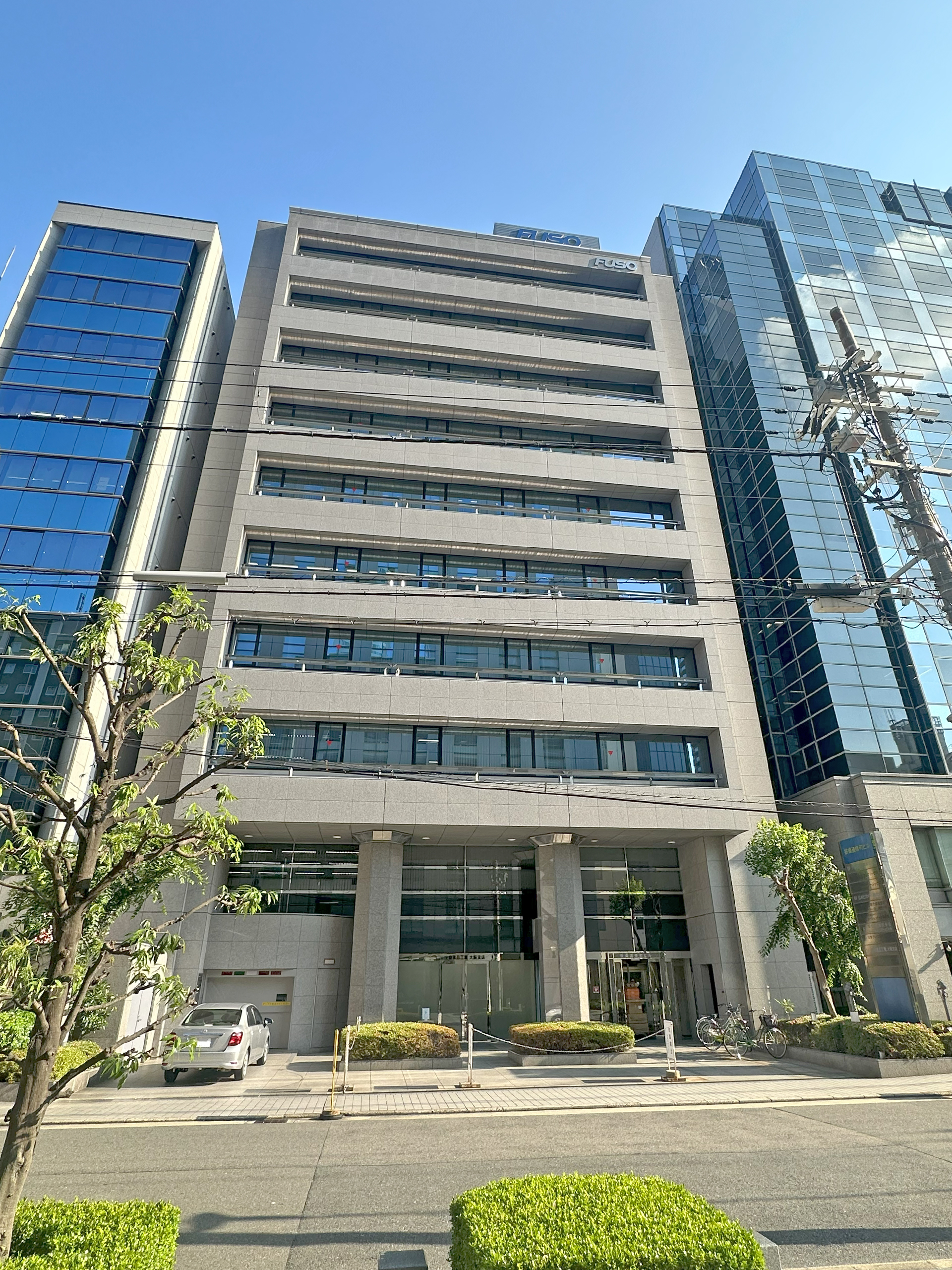
アニメーションドゥウ事業部が入居している扶桑道修町ビル

- アニメーションドゥウ事業部（旧・株式会社アニメーションドゥウ、大阪府大阪市中央区道修町1丁目7番10号 扶桑道修町ビル5階）

関連会社の株式会社アニメーションドゥウは、京都アニメーション大阪スタジオを分社化する形で法人化し2000年4月7日に設立された。代表取締役は八田英明。大阪府大阪市中央区道修町にスタジオを構える。社員数は32人（2020年4月現在）。別会社ではあるものの、京都アニメーションと一体経営となっている。
シンエイ動画の制作協力をアニメーションDo名義で行っていた時期もあったが、京都アニメーションが元請制作に一本化して以降、同社と一体で制作を行っている。そのため、京都アニメーション制作作品では制作協力、または連名で表記されている。
2020年9月16日、京都アニメーションを存続会社として吸収合併し、解散することを官報に公告。2020年11月1日付で解散。その後はアニメーションドゥウ事業部として事業を継続している。

### 東京
- 東京オフィス（東京都港区赤坂2-12-23 キャビンアリーナ赤坂201号室）

## 作品履歴

### 元請制作

#### テレビアニメ
| 開始年 | 放送期間         | タイトル                              | 監督                    | シリーズ構成                        | 原作媒体   | 原作レーベル                 |
| ------ | ---------------- | ------------------------------------- | ----------------------- | ----------------------------------- | ---------- | ---------------------------- |
| 2003年 | 8月 - 11月       | フルメタル・パニック? ふもっふ        | 武本康弘                | 賀東招二 志茂文彦                   | 小説       | 富士見ファンタジア文庫       |
| 2005年 | 1月 - 3月        | AIR                                   | 石原立也                | 志茂文彦                            | ゲーム     | Key                          |
| 2005年 | 7月 - 10月       | フルメタル・パニック! The Second Raid | 武本康弘                | 賀東招二                            | 小説       | 富士見ファンタジア文庫       |
| 2006年 | 4月 - 7月        | 涼宮ハルヒの憂鬱                      | 石原立也                | 涼宮ハルヒと 愉快な仲間たち         | 小説       | 角川スニーカー文庫           |
| 2006年 | 10月 - 2007年3月 | Kanon                                 | 石原立也                | 志茂文彦                            | ゲーム     | Key                          |
| 2007年 | 4月 - 9月        | らき☆すた                             | 山本寛 武本康弘         | 待田堂子                            | 漫画       | 角川コミックス・エース       |
| 2007年 | 10月 - 2008年3月 | CLANNAD                               | 石原立也                | 志茂文彦                            | ゲーム     | Key                          |
| 2008年 | 10月 - 2009年3月 | CLANNAD 〜AFTER STORY〜               | 石原立也                | 志茂文彦                            | ゲーム     | Key                          |
| 2009年 | 1月 - 3月        | 空を見上げる少女の瞳に映る世界        | 木上益治                | 木上益治とユメミる 仲間たち         | オリジナル | オリジナル                   |
| 2009年 | 4月 - 6月        | けいおん!                             | 山田尚子                | 吉田玲子                            | 漫画       | まんがタイムKRコミックス     |
| 2009年 | 4月 - 10月       | 涼宮ハルヒの憂鬱（2009年版）          | 石原立也（総） 武本康弘 | 涼宮ハルヒとやっぱり 愉快な仲間たち | 小説       | 角川スニーカー文庫           |
| 2010年 | 4月 - 9月        | けいおん!!                            | 山田尚子                | 吉田玲子                            | 漫画       | まんがタイムKRコミックス     |
| 2011年 | 4月 - 9月        | 日常                                  | 石原立也                | 花田十輝                            | 漫画       | 角川コミックス・エース       |
| 2012年 | 4月 - 9月        | 氷菓                                  | 武本康弘                | 賀東招二                            | 小説       | 角川スニーカー文庫 →角川文庫 |
| 2012年 | 10月 - 12月      | 中二病でも恋がしたい！                | 石原立也                | 花田十輝                            | 小説       | KAエスマ文庫                 |
| 2013年 | 1月 - 3月        | たまこまーけっと                      | 山田尚子                | 吉田玲子                            | オリジナル | オリジナル                   |
| 2013年 | 7月 - 9月        | Free!                                 | 内海紘子                | 横谷昌宏                            | 小説       | KAエスマ文庫                 |
| 2013年 | 10月 - 12月      | 境界の彼方                            | 石立太一                | 花田十輝                            | 小説       | KAエスマ文庫                 |
| 2014年 | 1月 - 3月        | 中二病でも恋がしたい!戀               | 石原立也                | 花田十輝                            | 小説       | KAエスマ文庫                 |
| 2014年 | 7月 - 9月        | Free!-Eternal Summer-                 | 内海紘子                | 横谷昌宏                            | 小説       | KAエスマ文庫                 |
| 2014年 | 10月 - 12月      | 甘城ブリリアントパーク                | 武本康弘                | 志茂文彦                            | 小説       | 富士見ファンタジア文庫       |
| 2015年 | 4月 - 6月        | 響け! ユーフォニアム                  | 石原立也                | 花田十輝                            | 小説       | 宝島社文庫                   |
| 2016年 | 1月 - 3月        | 無彩限のファントム・ワールド          | 石原立也                | 志茂文彦                            | 小説       | KAエスマ文庫                 |
| 2016年 | 10月 - 12月      | 響け!ユーフォニアム2                  | 石原立也                | 花田十輝                            | 小説       | 宝島社文庫                   |
| 2017年 | 1月 - 4月        | 小林さんちのメイドラゴン              | 武本康弘                | 山田由香                            | 漫画       | アクションコミックス         |
| 2018年 | 1月 - 4月        | ヴァイオレット・エヴァーガーデン      | 石立太一                | 吉田玲子                            | 小説       | KAエスマ文庫                 |
| 2018年 | 7月 - 9月        | Free!-Dive to the Future-             | 河浪栄作                | 横谷昌宏                            | 小説       | KAエスマ文庫                 |
| 2018年 | 10月 - 2019年1月 | ツルネ -風舞高校弓道部-               | 山村卓也                | 横手美智子                          | 小説       | KAエスマ文庫                 |
| 2021年 | 7月 - 9月        | 小林さんちのメイドラゴンS             | 武本康弘 石原立也       | 山田由香                            | 漫画       | アクションコミックス         |
| 2023年 | 1月 - 3月        | ツルネ -つながりの一射-               | 山村卓也                | 横手美智子                          | 小説       | KAエスマ文庫                 |
| 2024年 | 4月 - 6月        | 響け!ユーフォニアム3                  | 石原立也                | 花田十輝                            | 小説       | 宝島社文庫                   |
| 2025年 | 7月 -            | CITY THE ANIMATION                    | 石立太一                | 未公表                              | 漫画       | モーニングKC                 |

#### 劇場アニメ
| 公開年 | 公開日   | タイトル                                                    | 監督                    | 脚本       | 原作媒体   | 原作レーベル             | 上映時間 |
| ------ | -------- | ----------------------------------------------------------- | ----------------------- | ---------- | ---------- | ------------------------ | -------- |
| 2009年 | 4月18日  | 天上人とアクト人最後の戦い                                  | 木上益治                | 木上益治   | オリジナル | オリジナル               | 83分     |
| 2010年 | 2月6日   | 涼宮ハルヒの消失                                            | 石原立也（総） 武本康弘 | 志茂文彦   | 小説       | 角川スニーカー文庫       | 162分    |
| 2011年 | 12月3日  | 映画けいおん!                                               | 山田尚子                | 吉田玲子   | 漫画       | まんがタイムKRコミックス | 110分    |
| 2013年 | 9月14日  | 小鳥遊六花・改 〜劇場版 中二病でも恋がしたい!〜             | 石原立也                | 花田十輝   | 小説       | KAエスマ文庫             | 97分     |
| 2014年 | 4月26日  | たまこラブストーリー                                        | 山田尚子                | 吉田玲子   | オリジナル | オリジナル               | 83分     |
| 2015年 | 3月14日  | 劇場版 境界の彼方 -I’LL BE HERE- 過去篇                     | 石立太一                | 花田十輝   | 小説       | KAエスマ文庫             | 87分     |
| 2015年 | 4月25日  | 劇場版 境界の彼方 -I’LL BE HERE- 未来篇                     | 石立太一                | 花田十輝   | 小説       | KAエスマ文庫             | 89分     |
| 2015年 | 12月5日  | 映画 ハイ☆スピード! -Free! Starting Days-                   | 武本康弘                | 西岡麻衣子 | 小説       | KAエスマ文庫             | 110分    |
| 2016年 | 4月23日  | 劇場版 響け!ユーフォニアム 〜北宇治高校吹奏楽部へようこそ〜 | 石原立也                | 花田十輝   | 小説       | 宝島社文庫               | 103分    |
| 2016年 | 9月17日  | 映画 聲の形                                                 | 山田尚子                | 吉田玲子   | 漫画       | 講談社コミックスマガジン | 129分    |
| 2017年 | 4月22日  | 劇場版 Free! -Timeless Medley- 絆                           | 河浪栄作                | 横谷昌宏   | 小説       | KAエスマ文庫             | 94分     |
| 2017年 | 7月1日   | 劇場版 Free! -Timeless Medley- 約束                         | 河浪栄作                | 横谷昌宏   | 小説       | KAエスマ文庫             | 98分     |
| 2017年 | 9月30日  | 劇場版 響け!ユーフォニアム 〜届けたいメロディ〜             | 石原立也（総） 小川太一 | 花田十輝   | 小説       | 宝島社文庫               | 105分    |
| 2017年 | 10月28日 | 特別版 Free!-Take Your Marks-                               | 河浪栄作                | 横谷昌宏   | 小説       | KAエスマ文庫             | 100分    |
| 2018年 | 1月6日   | 映画 中二病でも恋がしたい! -Take On Me-                     | 石原立也                | 花田十輝   | 小説       | KAエスマ文庫             | 98分     |
| 2018年 | 4月21日  | リズと青い鳥                                                | 山田尚子                | 吉田玲子   | 小説       | 宝島社文庫               | 90分     |
| 2019年 | 4月19日  | 劇場版 響け!ユーフォニアム 〜誓いのフィナーレ〜             | 石原立也                | 花田十輝   | 小説       | 宝島社文庫               | 100分    |
| 2019年 | 7月5日   | 劇場版 Free!-Road to the World-夢                           | 河浪栄作                | 横谷昌宏   | 小説       | KAエスマ文庫             | 99分     |
| 2019年 | 9月6日   | ヴァイオレット・エヴァーガーデン 外伝 -永遠と自動手記人形-  | 藤田春香                | 吉田玲子   | 小説       | KAエスマ文庫             | 90分     |
| 2020年 | 9月18日  | 劇場版 ヴァイオレット・エヴァーガーデン                     | 石立太一                | 吉田玲子   | 小説       | KAエスマ文庫             | 140分    |
| 2021年 | 9月17日  | 劇場版 Free!-the Final Stroke- 前編                         | 河浪栄作                | 河浪栄作   | 小説       | KAエスマ文庫             | 86分     |
| 2022年 | 4月22日  | 劇場版 Free!-the Final Stroke- 後編                         | 河浪栄作                | 河浪栄作   | 小説       | KAエスマ文庫             | 106分    |
| 2022年 | 8月19日  | 劇場版ツルネ -はじまりの一射-                               | 山村卓也                | 山村卓也   | 小説       | KAエスマ文庫             | 102分    |
| 2023年 | 8月4日   | 特別編 響け！ユーフォニアム ～アンサンブルコンテスト～      | 石原立也                | 花田十輝   | 小説       | 宝島社文庫               | 57分     |
| 2025年 | 6月27日  | 小林さんちのメイドラゴン さみしがりやの竜                   | 石原立也                | 山田由香   | 漫画       | アクションコミックス     | 104分    |

#### OVA
| 発売年 | タイトル                                                                 | 備考                                                                     |
| ------ | ------------------------------------------------------------------------ | ------------------------------------------------------------------------ |
| 1996年 | 残された名刺－ある在日一世の軌跡－                                       |                                                                          |
| 1997年 | 二匹の猫と元気な家族                                                     |                                                                          |
| 1998年 | おじいちゃんの花火                                                       | 人権啓発作品                                                             |
| 2003年 | MUNTO                                                                    | 自社オリジナル企画                                                       |
| 2005年 | MUNTO 時の壁を越えて                                                     | 自社オリジナル企画                                                       |
| 2006年 | フルメタル・パニック! The Second Raid 特別版OVA わりとヒマな戦隊長の一日 |                                                                          |
| 2008年 | らき☆すた OVA（オリジナルなビジュアルとアニメーション）                  |                                                                          |
| 2011年 | 日常 『日常の0話』                                                       | 2011年3月発売の単行本6巻限定版に付属                                     |
| 2013年 | 氷菓 第11.5話                                                            | 2013年1月発売の単行本コミックス3巻限定版に付属                           |
| 2017年 | バジャのスタジオ                                                         | 自社オリジナル企画                                                       |
| 2019年 | バジャのスタジオ～バジャの見た海～                                       | 自社オリジナル企画、2019年11月発売の「私たちは、いま！！全集2019」に収録 |

#### Webアニメ
| 配信年 | 配信期間         | タイトル                                                    |
| ------ | ---------------- | ----------------------------------------------------------- |
| 2009年 | 2月 - 5月        | 涼宮ハルヒちゃんの憂鬱                                      |
| 2009年 | 2月 - 5月        | にょろーん☆ちゅるやさん                                     |
| 2012年 | 9月 - 11月       | 中二病でも恋がしたい! Lite                                  |
| 2013年 | 11月 - 12月      | きょうかいのかなた アイドル裁判! 〜迷いながらも君を裁く民〜 |
| 2013年 | 12月 - 2014年3月 | 中二病でも恋がしたい!戀 Lite                                |
| 2021年 | 4月 - 6月        | ミニドラ                                                    |

#### ドラマCD
- 「響け！ユーフォニアム」シリーズ5周年記念DISC　～きらめきパッセージ～（2021年、発売）

#### 自社オリジナルCM（CMライブラリ）
- 花編（2010年）
- 空編（2010年）
- あじさい編（2010年）
- 星編（2011年）
- 発想編（2012年）
- メガネ編（2012年）
- 傘編（2012年）
- 行きたくなるお店編（2012年）
- 水泳編（2013年）
- 明治編（2021年）
- 想像編（2021年）

#### その他の元請制作
- NHK大津放送局『おうみ845』（平日夜のローカルニュース）オープニング、タイトルロゴ[55]

#### 制作中止
- となりの801ちゃん - 2009年にアニメ化される予定であったが、諸般の事情で中止
- アニ×パラ〜あなたのヒーローは誰ですか〜 - 京都アニメーション担当回が、放火殺人事件の影響で制作中止
- 『FIRE FIGHTERS!（仮題）』 - 武本康弘初のオリジナルアニメとして制作が進められていたが、放火殺人事件の影響で制作中止

### 制作協力

#### シンエイ動画
- ドラえもん（劇場版（テレビ版は原画、動画、仕上げ）、1979年 - 2005年）
- 呪いのワンピース（1992年）
- ウメ星デンカ 宇宙の果てからパンパロパン!（劇場、1994年）
- 中崎タツヤ スーパーギャグシアター（1994年、1995年）
- 週刊ストーリーランド（アニメーションDoと共同、2001年）
- ジャングルはいつもハレのちグゥ（アニメーションDoと共同、2001年）
- ジャングルはいつもハレのちグゥ デラックス（OVA、アニメーションDoと共同、2002年 - 2003年）
- ジャングルはいつもハレのちグゥ FINAL（OVA、アニメーションDoと共同、2003年 - 2004年）
- あたしンち（アニメーションDoとして、2002年 - 2004年）※途中降板（仕上・撮影は京都アニメーション）

#### ぴえろ
- 魔法のアイドルパステルユーミ（1986年）
- きまぐれオレンジ☆ロード（テレビ&劇場、1987年）
- 江戸っ子ボーイ がってん太助（1990年）
- ふしぎ遊戯（1995年）
- 赤ちゃんと僕（1996年）
- はいぱーぽりす（1997年）
- 魔法のステージファンシーララ（1998年）
- 天使になるもんっ!（1999年）
- レレレの天才バカボン（1999年 - 2000年）
- パワーストーン（1999年）
- OH!スーパーミルクチャン（2000年）
- 旋風の用心棒（2001年）
- 東京アンダーグラウンド（2002年）

#### タツノコプロ
- 未来警察ウラシマン（1983年）京都アニメ名義で動画制作
- よろしくメカドック（1984年）同上
- 赤い光弾ジリオン（1987年）事実上の元請けデビュー作
- シンデレラ物語（1996年）
- ジェネレイターガウル（1998年）
- The Soul Taker 〜魂狩〜（2001年）
- ナースウィッチ小麦ちゃんマジカルて（2002年）

#### サンライズ
- 覇王大系リューナイト（1994年 - 1995年）
- 犬夜叉（2000年 - 2004年）※128話において、本編中にムントがモブとして出演している。

#### オー・エル・エム
- ポケットモンスター（1997年 - 2002年）
- 劇場版ポケットモンスター 結晶塔の帝王 ENTEI（2000年）
- 劇場版ポケットモンスター 水の都の護神 ラティアスとラティオス（2002年）

#### GONZO
- ゲートキーパーズ（2000年）
- リアルバウトハイスクール（2001年）
- ゲートキーパーズ21（OVA、2002年）
- キディ・グレイド（2002年）

#### その他の制作協力
- 魔法のプリンセス ミンキーモモ（制作元請：葦プロダクション、1982年）
- しあわせってなあに（幸福の科学OVA、制作元請：学研、1991年）
- マスターモスキートン（OVA、制作元請：ZERO-G-ROOM、1996年）
- サクラ大戦 桜華絢爛（OVA、制作元請：アニメイトフィルム・ラディクス、1997年）
- 天地無用!（制作元請：AIC、テレビシリーズ、1997年）
- デジモンアドベンチャー02 前編・デジモンハリケーン上陸!!／後編・超絶進化!! 黄金のデジメンタル（劇場、制作元請：東映アニメーション、2000年）
- 地球防衛家族（制作元請：グループ・タック、2001年）
- 円盤皇女ワるきゅーレ（制作元請：ティー・エヌ・ケー、2002年）

### 動画・仕上担当作品
- うる星やつら（1981年 - 1986年）
- 逆転イッパツマン（1982年）
- イタダキマン（1983年）
- 未来警察ウラシマン（1983年）
- 機甲創世記モスピーダ（1983年）
- よろしくメカドック（1984年）
- 魔法の妖精ペルシャ（1984年 - 1985年）
- 魔法のスターマジカルエミ（1985年 - 1986年）
- 昭和アホ草紙あかぬけ一番!（1985年）
- 赤い光弾ジリオン（1987年）
- エスパー魔美（1987年 - 1989年）
- おそ松くん（1988年 - 1989年）
- F -エフ-（1988年）
- 美味しんぼ（1988年 - 1992年）
- 機動警察パトレイバー（初期OVA 1、2、3、5話）
- チンプイ（1989年）
- 21エモン（1991年）
- チエちゃん奮戦記 じゃりン子チエ（1991年 - 1992年）
- 笑ゥせぇるすまん（1992年）
- クレヨンしんちゃん（1992年 - ）※現在も担当。
- 名探偵コナン（1996年 - ）
- 魔法騎士レイアース（1997年）
- To Heart（1999年）
- 学校の怪談（2000年 - 2001年）
- フィギュア17 つばさ&ヒカル（2001年）
- 銀魂（2008年）

### 背景担当作品
- 新世紀エヴァンゲリオン（1995年 - 1996年）
- ∀ガンダム（1999年 - 2000年）

### 劇場映画
- 超時空要塞マクロス 愛・おぼえていますか（1984年）
- スーパーマリオブラザーズ ピーチ姫救出大作戦!（1986年）
- AKIRA（劇場、制作元請：東京ムービー新社、1988年）
- エスパー魔美 星空のダンシングドール（1988年）
- 魔女の宅急便（制作元請：スタジオジブリ、1989年）
- それいけ!アンパンマン ばいきんまんの逆襲 （制作元請：東京ムービー新社、1990年、仕上げ）
- おもひでぽろぽろ（1991年）
- 紅の豚（1992年）
- それいけ!アンパンマン 恐竜ノッシーの大冒険（1993年）
- クレヨンしんちゃんシリーズ（1993年 - ）
  - アクション仮面VSハイグレ魔王
  - ブリブリ王国の秘宝
  - 雲黒斎の野望
  - 暗黒タマタマ大追跡
  - 電撃!ブタのヒヅメ大作戦
  - 爆発!温泉わくわく大決戦
  - クレしんパラダイス! メイド・イン・埼玉
  - 嵐を呼ぶジャングル
  - 嵐を呼ぶ モーレツ!オトナ帝国の逆襲
  - 嵐を呼ぶ アッパレ!戦国大合戦
  - 嵐を呼ぶ 栄光のヤキニクロード
  - 嵐を呼ぶ!夕陽のカスカベボーイズ
  - 伝説を呼ぶブリブリ 3分ポッキリ大進撃
  - 伝説を呼ぶ 踊れ!アミーゴ!
  - 嵐を呼ぶ 歌うケツだけ爆弾!
  - ちょー嵐を呼ぶ 金矛の勇者
  - もののけニンジャ珍風伝
  - 4作目および17作目以降のシリーズは不参加だったが30作目で13年ぶりに制作協力復帰した。
- 平成狸合戦ぽんぽこ（1994年）
- それいけ!アンパンマン ゆうれい船をやっつけろ!!（1995年）
- 劇場版ポケットモンスター ミュウツーの逆襲（制作元請：OLM、1998年）
- 劇場版ポケットモンスター 結晶塔の帝王 ENTEI（2000年）
- 劇場版ポケットモンスター セレビィ 時を超えた遭遇（2001年）
- 劇場版ポケットモンスター 水の都の護神 ラティアスとラティオス（2002年）
- 機動戦士ΖガンダムIII -A New Translation- 星の鼓動は愛（2006年）
- 機動戦士ガンダムSEED FREEDOM（2024年）

### ゲーム内ムービー・動画パート
- D-Again THE 4th UNIT FIVE
- Dancing Blade かってに桃天使!
- Dancing Blade かってに桃天使!II 〜Tears of Eden〜
- 実況パワフルプロ野球（8.9.10.11）OP（11）ED
- ゴエモン 新世代襲名! OP
- ナースウィッチ小麦ちゃんマジカルて OP
- ファルコムクラシックス イースI
- ファルコムクラシックスII イースII

### 番組オープニング映像
- おうみ845 - 2010年度10月期（同9月27日）より放送開始。2013年5月9日に2代目OPを放送。

## 関連人物
故人・退職者を含む。
- 荒谷朋恵
- 池田和美（取締役）
- 池田晶子
- 石田奈央美
- 石立太一（取締役）
- 石原立也（取締役）
- 内海紘子
- 逢坂望美
- 大橋永晴（Do取締役・プロデューサー）
- 桶田大介
- 鴨居知世
- 河浪栄作
- 木上益治（三好一郎、多田文雄）
- 北之原孝將（Do取締役・作画）
- 門脇未来
- 児玉健二
- 高雄統子
- 武本康弘
- 西屋太志
- 八田真一郎（取締役・プロデューサー）
- 八田英明（代表取締役）
- 八田陽子（専務取締役・企画制作部長）
- 堀口悠紀子
- 村元克彦（Do監査役・脚本・総務部）
- 山田尚子
- 山本寛

## 外部スタッフ
原作はゲームブランドKey、ライトノベル・漫画ではKADOKAWAグループによる作品を多く扱う。さらに2016年には4大漫画雑誌である『週刊少年マガジン』で連載された『聲の形』が映画化されている。
Key作品のアニメ化にあたっては、Keyファンであり『AIR』アニメ化の話を持ち込んだアニメーション脚本家の志茂文彦が脚本を務め、同じくKeyファンで京アニの主監督を務める石原立也がタッグを組んで制作を行っている。
また『フルメタル・パニック!』の原作者・賀東招二は『らき☆すた』や『涼宮ハルヒの憂鬱』に脚本として参加しており、『氷菓』ではシリーズ構成としてメインスタッフで関わっている。

## イベント
京都アニメーションとアニメーションDo主催による自社イベントが、2013年より京都市にて開催されていた。イベントでは、所属スタッフによるトークショーやサイン会、また作品出演キャストによるステージイベントの他、原画や美術設定といった作品展示が実施されていた。
2021年にはファン感謝イベントを音楽フェスという形式で開催。京都アニメーション作品の主題歌担当アーティストによる歌唱・劇伴の演奏が行われ、スペシャルコーナーでは事前告知の無かった作品のカバー歌唱等も披露された。
京アニ＆Do C・T・F・K 2013
会社初となる自社イベント。2013年11月30日に京都市勧業館（みやこめっせ）にて初開催。協力はポニーキャニオン・ランティス・TBS・朝日放送・クオラス。
第2回京アニ&Do ファン感謝イベント「私たちは、いま!!」
2015年10月31日・11月1日の2日間に渡り、京都市勧業館（みやこめっせ）にて開催。
第3回京アニ&Do ファン感謝イベント「私たちは、いま!! -2年ぶりのお祭りです-」
2017年10月21日・10月22日にはロームシアター京都にて、同年10月28日・10月29日には京都市勧業館（みやこめっせ）での計4日間の開催。
ロームシアター京都では自社作品の先行上映や、作品にちなんだ公式吹奏楽コンサートを実施。
お別れ そして志を繋ぐ式
2019年11月2日から4日まで、京都アニメーション放火殺人事件の犠牲者を悼む式典が京都市勧業館にて開かれた。
第4回京アニ&Do ファン感謝イベント「響け！京都から世界へ編」
2019年11月9日・11月10日の2日間に渡りロームシアター京都にて開催。
第5回京都アニメーションファン感謝イベント KYOANI MUSIC FESTIVAL ―感動を未来へ―
2021年11月20日・11月21日の2日間に渡りロームシアター京都にて開催。
第6回京都アニメーションファン感謝イベント KYOANI MUSIC FESTIVAL ―トキメキのキセキ―
2023年11月11日・11月12日の2日間に渡りロームシアター京都にて開催。

## 京都アニメーションプロ養成塾

### 設置学科・講師
- アニメーター科
  - 木上益治（演出・原画）
  - 北之原孝將（演出・原画）
  - 石立太一（演出・原画）
  - 秋竹斉一（作画監督・原画・設定）
  - 樫原教子（動画）
  - 武本康弘（演出・原画）
  - 浦田芳憲（原画）
  - 瀬崎利恵（作画監督・原画）
  - 澤真平（原画・設定）
  - 丸木宣明（作画監督・原画）
- 美術・背景科
  - 渡邊美希子（美術監督・背景）
  - 山砥愛瑛（背景）
  - 平石朋基（背景）
  - 篠原睦雄（美術監督・背景）